# Alessandro Mattei (Abt)
Alessandro Mattei (* 1574 in Rom; † 14. Oktober 1630 ebenda) war ein italienischer Abt und Adliger. Er war Kommendatarabt der Territorialabtei Nonantola.

## Leben
Alessandro Mattei wurde 1574 (oder 1573) in Rom als jüngerer Sohn von Ciriaco, einem bekannten Kunstsammler der Zeit, und Claudia Mattei geboren. Während seinem älteren Bruder Giovanni Battista die Fortführung der Familienlinie anvertraut wurde, begann Alessandro eine kirchliche Karriere.
Am 22. Dezember 1599 wurde er zum Apostolischen Protonotar ernannt und gehörte damit zu den Beamten der Apostolischen Kammer, deren Dekan er später wurde. Ab dem folgenden Jahr wurde er auch Referendar der Apostolischen Signatur.
Im Dezember 1603 folgte er seinem verstorbenen Onkel Girolamo als Kommendatarabt von Nonantola. Wie bereits sein Onkel vor ihm bezog er nicht nur die Einkünfte aus diesem Amt, sondern beteiligte sich auch aktiv an der Verwaltung der Territorialabtei, indem er mehrere Pastoralbesuche machte und zweimal die Diözesansynode abhielt. Im Jahr 1612 schenkte er der Abtei einen Altar und ein Altarbild von Ludovico Carracci zur Dekoration einer der Seitenkapellen.
Nach dem Tod seines Vaters Ciriaco im Jahr 1614 erbte Giovanni Battista den Familienbesitz, darunter den Palazzo alle Botteghe Oscure, in dem Alessandro weiterhin wohnte, wenn er in Rom war. Im Jahr 1615 beteiligte er sich an den Kosten für den Kauf des sogenannten „Palazzetto all’Olmo“ von Muzio Mattei, der an den Familienpalast angrenzte.
Er war der Mäzen und Patron des Komponisten Stefano Landi, der ihm am 1. Juni 1619 die Tragikomödie La morte di Orfeo mit folgender Widmung widmete:

„All'ill.mo ed rever.mo signor ed patron mio calendissimo il signor Alessandro Mattei chierico di Camera, abate di Nonantola ecc.
Ho creduto donando questi miei musicali componimenti a v. s. illustr. non far cosa punto lontana da quell’antica opinione, secondo la quale furon dette le muse tutte l’opere loro canoramente comporre e con musicali accenti scrivere o parlare; anzi aggiunsero alcuni il mondo tutto e l’animo di quello breve compendio esser d'armonica misura composto, e per quella vivere e sostenersi. Imperò che se questo è in alcuna maniera vero, per certo nelle interne doti di v. s. ill.ma è verissimo, nella quale tanto ogni parte corrisponde e consuona, che la fama non troncamente e con voce imperfetta, ma con intera ed egual testimonianza ne fa in ogni luogo fede e certezza. Aggiungesi che al molto diletto che dalle più gravi scienze ella riceve, tanto corrispondono gli ornamenti delle minori, che quasi la musica alla poesia congiunta doppiamente gli animi altrui con dolce forza trae ad amarla ed onorarla.
Tra questi minori suoi ornamenti ella degnamente ripone musica, nella quale poi che, come d’animo ben composto, tanto si diletta v. s. ill.ma, non si sono arrossite queste mie imperfette note a ricorrerle in seno, sperando che se per loro si canta la morte di Orfeo per l’altrui invidia estinto, e per sua gloria immortale, esse, ben che morte in sé medesime, siano per aver felicissima e secura vita nella buona grazia di v. s. ill.ma, alla quale bacio riverentemente la mano.“

„An den erlauchten und ehrwürdigen Herrn und meinen hochgeschätzten Gönner, Herrn Alessandro Mattei, Kleriker der Kammer, Abt von Nonantola usw.
Ich habe daran geglaubt, diese meine Musikkompositionen Ihren Berühmtheiten zu schenken. Tun Sie nichts, was weit von der alten Meinung entfernt wäre, wonach die Musen alle ihre Werke in Form von Liedern komponierten und mit musikalischen Akzenten schrieben oder sprachen. manche fügten sogar hinzu, dass die ganze Welt und die Seele dieses kurzen Kompendiums aus einem harmonischen Maß bestünden und von diesem lebten und erhalten würden. Denn wenn dies in irgendeiner Weise wahr ist, dann ist es sicherlich am wahrsten in den inneren Eigenschaften Ihrer erlauchten Lordschaft, in der jeder Teil so sehr übereinstimmt und widerhallt, dass der Ruhm, nicht verkürzt und mit unvollkommener Stimme, sondern mit vollständigem und gleichwertigem Zeugnis, ihn überall zu einem Glauben und einer Gewissheit macht. Hinzuzufügen ist, dass die große Freude, die sie an den ernsteren Wissenschaften empfindet, durch die Verzierungen der weniger ernsten Wissenschaften so sehr ergänzt wird, dass die Musik, in doppelter Verbindung mit der Poesie, die Gemüter anderer mit einer sanften Kraft anzieht, sie zu lieben und zu ehren.
Zu diesen kleinen Verzierungen ordnet sie würdigerweise die Musik ein, an der Ihr erlauchter Herr als wohlgeformte Seele so viel Freude hat. Daher habe ich mich nicht gescheut, diese unvollkommenen Noten in meiner Brust anzuhören, in der Hoffnung, dass, wenn durch sie der Tod des Orpheus besungen wird, der durch den Neid anderer ausgelöscht wurde, und zu seinem unsterblichen Ruhm, sie, obwohl an sich tot, ein höchst glückliches und sicheres Leben in der Gnade Ihres erlauchten Herrn führen werden, dessen Hand ich ehrfürchtig küsse.“

Aus einem Sonett in Landis Werk lässt sich erahnen, dass Mattei danach strebte, die Kardinalswürde zu erlangen.
Im Jahr 1621 verzichtete er auf den Titel des Kommendatarabtes von Nonantola und kehrte dauerhaft nach Rom zurück.
Als sein Bruder Giovanni Battista am 6. Juni 1624 ohne männliche Erben starb, erbte Alessandro dessen gesamtes Vermögen, darunter den bereits erwähnten Familienpalast und die Villa am Celio, zog es jedoch vor, den Besitz an seinen Onkel Asdrubale abzutreten und dafür ein Jahreseinkommen von 6000 Scudi zu erhalten. Er kümmerte sich um die Beerdigung seines Bruders in der Familienkapelle in Santa Maria in Aracoeli.
Von 1625 bis 1627 bekleidete er das Amt des Gouverneurs von Civitavecchia, das er durch verschiedene Kommissare ausübte.
Er wohnte bis zu seinem Tod am 10. Oktober 1630 weiterhin im Erdgeschoss des Palazzo alle Botteghe Oscure. Anderen Quellen zufolge war sein Todesjahr 1633.